# Irina Ałfiorowa
Irina Iwanowna Ałfiorowa (ros. Ири́на Ива́новна Алфёрова; ur. 13 marca 1951 w Nowosybirsku) – radziecka i rosyjska aktorka.

## Życiorys
Absolwentka GITIS. Aktorka moskiewskiego Teatru im. Leninowskiego Komsomołu.
Była żoną Aleksandra Abdułowa, rosyjskiego aktora filmowego i teatralnego. Obecnie jest żoną Siergieja Martynowa.

## Filmografia
- 1972: Nauczyciel śpiewu jako nauczycielka
- 1977: Droga przez mękę
- 1978: Jesienne dzwony jako caryca[2]
- 1978: D’Artagnan i trzej muszkieterowie jako Konstancja Bonacieux
- 1982: Czarodziejski Lolo
- 1982: Przeczucie miłości
- 1982: Legenda o najwaleczniejszym
- 1985: Listy miłosne z premedytacją jako Melita
- 1997: Historie miłosne jako Tamara
- 2006: Księżniczka Mary

i inne

## Odznaczenia
- Zasłużona Artystka Federacji Rosyjskiej (1992)[3]
- Ludowa Artystka Federacji Rosyjskiej (2007)[4]
- Order Przyjaźni (2011)[5]